# 谭绍文
谭绍文（1929年7月4日—1993年2月3日），男，汉族，四川成都人，中国共产党、中华人民共和国政治人物，原副国级领导人。

## 生平
早年就读于西北工学院纺织工程系。1952年，供职于天津国营第三棉纺织厂。1958年，任河北纺织工学院教务处副处长；后改任天津纺织工学院副院长、院长。
1982年，升任中共天津市委常委、秘书长。1988年，任天津市政协主席。1989年9月，因李瑞环上调入京，而升任中共天津市委书记。1992年，当选中共第十四届中央委员，政治局委员。
1993年2月3日下午7时在天津逝世，享年63岁。